# 拉杜利
51°49′46″N 30°42′47″E / 51.82944°N 30.71306°E
拉杜利（烏克蘭語：Радуль），是烏克蘭北部切爾尼戈夫州切爾尼戈夫區里普基市镇内的市級鎮。處於第聶伯河畔，始建於1568年，面積6平方公里，2011年人口575，人口密度每平方公里95.8人。